# Каттлея крупнейшая
Каттлея крупнейшая (лат. Cattleya maxima) — многолетнее травянистое растение семейства Орхидные.
Вид популярен в комнатном и оранжерейном цветоводстве, широко представлен в ботанических садах.

## Синонимы
По данным Королевских ботанических садов в Кью:
- Epidendrum maximum (Lindl.) Rchb.f. in W.G.Walpers, 1861
- Cattleya maxima var. aphlebia Rchb.f., 1884
- Cattleya malouana Linden, 1885
- Cattleya maxima var. backhousii Rchb.f., 1885
- Cattleya maxima var. hrubyana L.Linden & Rodigas, 1885
- Cattleya maxima var. marchettiana B.S.Williams, 1891

## Этимологияи история описания
Видовое название «maxima» вероятно образовано от латинского слова «maximum» — чрезвычайно сильно, изо всех сил. 
 На момент описания вида, Джон Линдли считал, что описывает каттлею с самыми крупными цветками.
Вид не имеет устоявшегося русского названия, в русскоязычных источниках чаще используется научное название Cattleya maxima.
В Южной Америке растение называют Flor de Navidad или Christmas Flower (рождественский цветок). Английское название — The Greatest Cattleya.
В 1777 году испанским правительством была организована экспедиция во главе с двумя ботаниками Руизом и Павоном для изучения лесов той территории, где сейчас находится Перу и Эквадор. В результате этой экспедиции в Испанию попал гербарный образец бледно-лиловой орхидеи.
Впоследствии этот образец был продан известному английскому ботанику Эйлмеру Ламберту. Ламберт передал его Джону Линдли, который в 1831 году описал Cattleya maxima.
Гербарные образцы были единственным подтверждением существования вида до 1842 года, когда Хартвег, коллекционер Лондонского Общества Садоводов, нашёл растения в лесах Эквадора. Хартвег отправил растения назад в Англию, где они в 1844 году зацвели, и Линдли сделал другое описание C. maxima в Ботаническом Регистре 1844 года.

## Ареал, экологические особенности

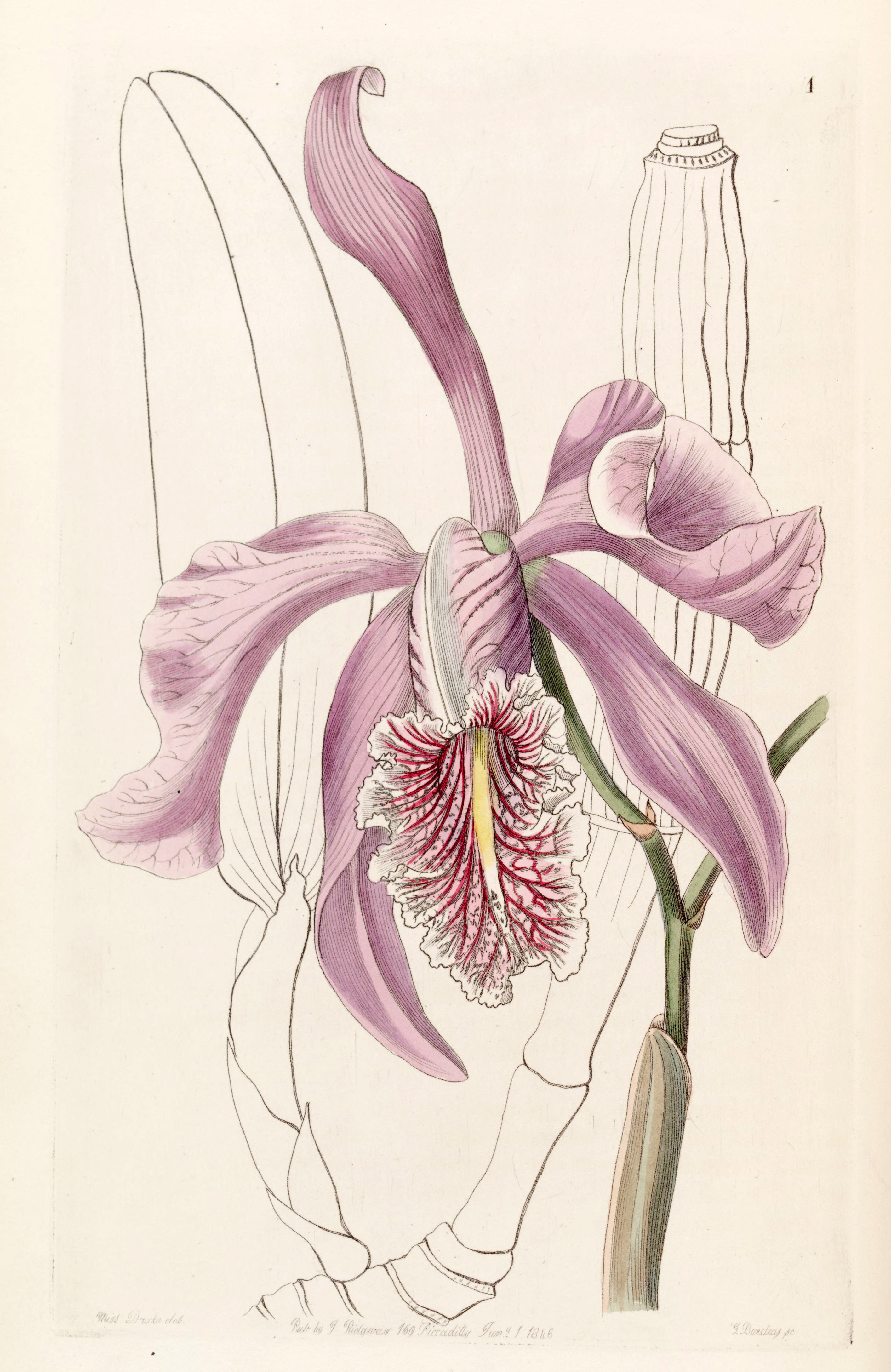
Cattleya maxima
Ботаническая иллюстрация из Edwards’s Botanical Register, volume 32 (NS 9) plate 1. 1846 г.

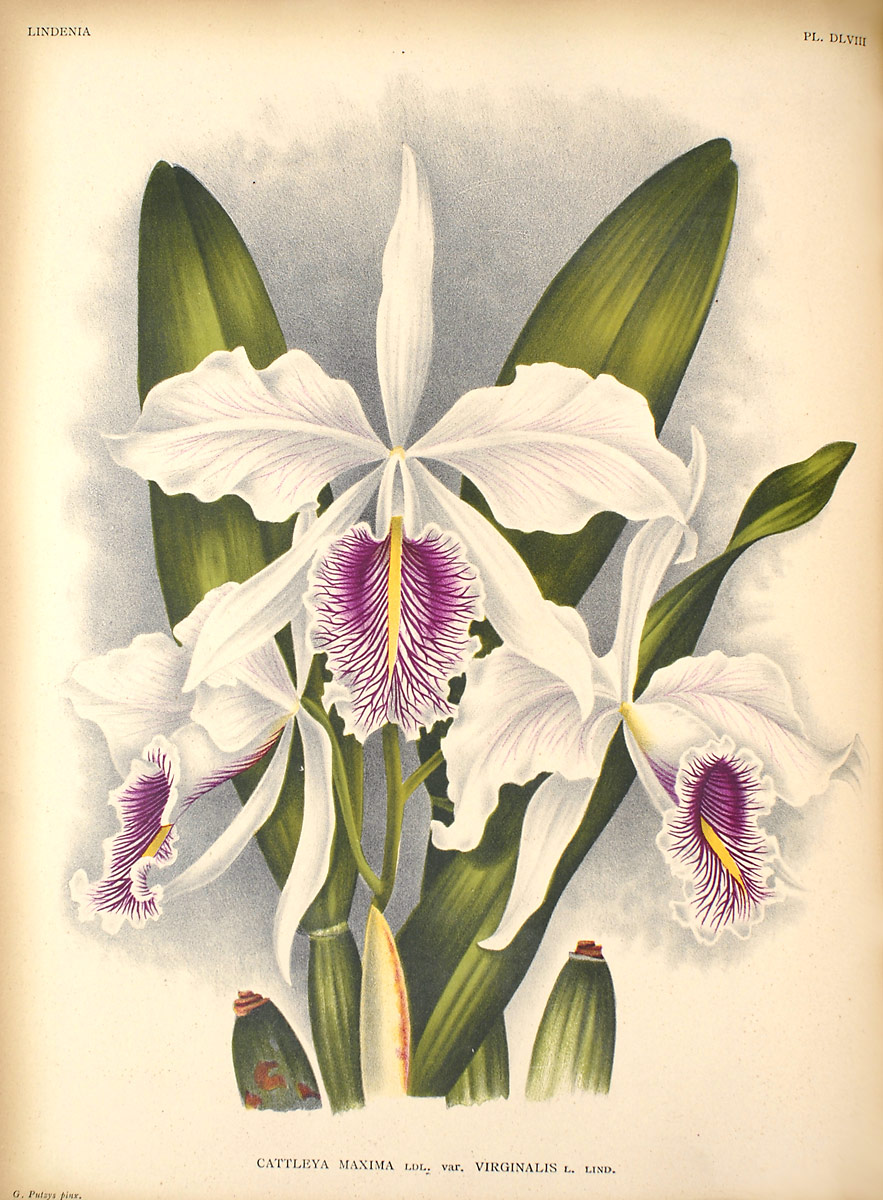
Cattleya maxima
Ботаническая иллюстрация из Lindenia Iconographie des Orchidées. 1896 г.

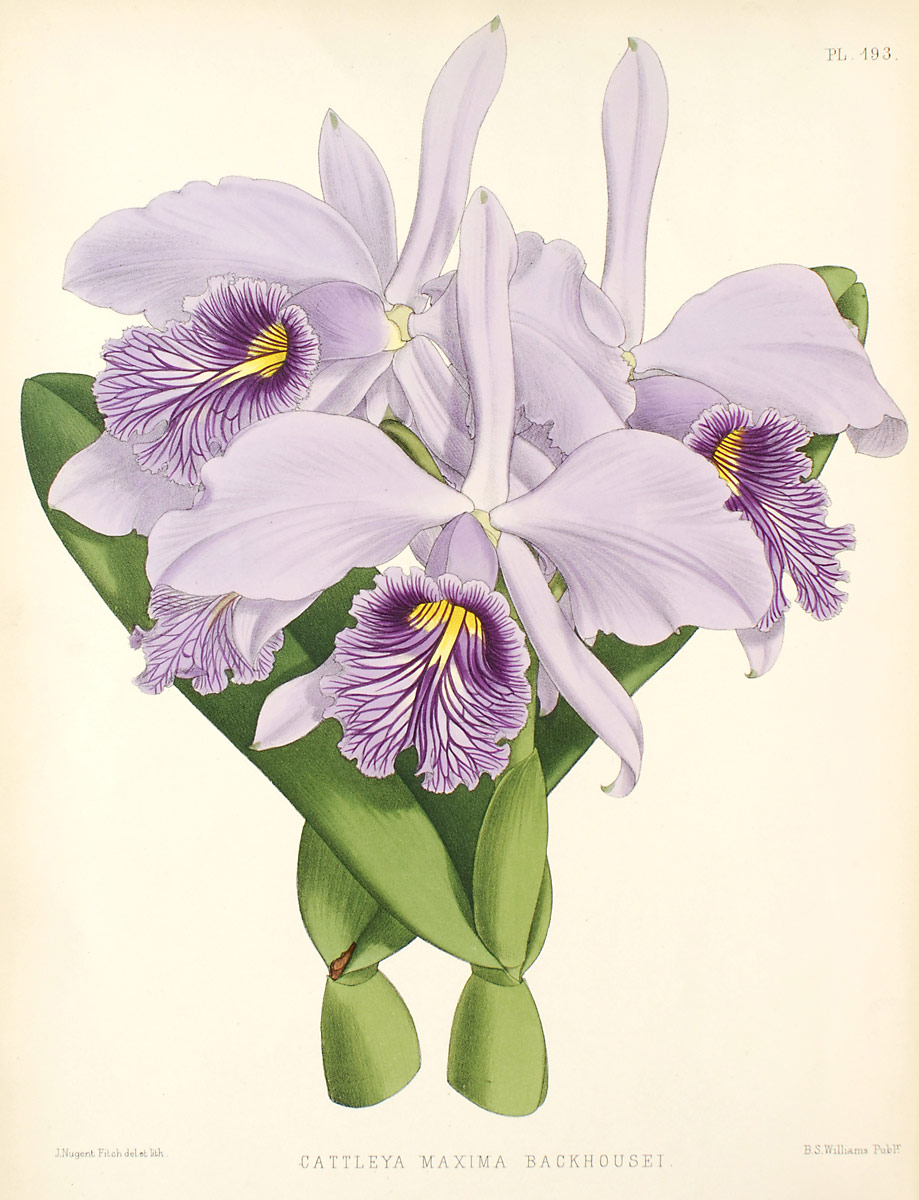
Cattleya maxima
Ботаническая иллюстрация из The Orchid Album. 1886 г.

Венесуэла, Колумбия, Эквадор (El Oro, Guayas, Loja, Los Ríos, Manabí) и Перу (Amazonas, Cajamarca).
Эпифит, реже литофит в сезонно сухих лесах недалеко от водоемов на высотах от 10 до 1500 метров над уровнем моря.
Cattleya maxima входит в Приложение II Конвенции CITES.
 Цель Конвенции состоит в том, чтобы гарантировать, что международная торговля дикими животными и растениями не создаёт угрозы их выживанию. Приложение включает все виды, которые в данное время хотя и не обязательно находятся под угрозой исчезновения, но могут оказаться под такой угрозой, если торговля образцами таких видов не будет строго регулироваться в целях недопущения такого использования, которое несовместимо с их выживанием; а также другие виды, которые должны подлежать регулированию для того, чтобы над торговлей образцами некоторых видов из первого списка мог быть установлен эффективный контроль.

## Биологическое описание
Симподиальные растения от средних до крупных размеров, от 30 до 60 см в высоту. Существуют несколько рас отличающихся деталями морфологии и размерами. 
В цветоводстве выделяют 2 типа C. maxima. Первый тип («горный») отличается утолщенными и короткими бульбами с относительно короткими вертикальными листьями и темно-лавандовыми цветами, от 3 до 5 на одном цветоносе. Горные растения, в отличие от низинных, часто имеют фиолетовый пигмент в листьях. Этот тип был найден на западных склонах Анд на территории от Южной Колумбии и до Северного Перу и Эквадора на высоте от 900 до 1800 м. Это был единственный тип C. maxima введенный в культуру до 1864 года. В 1864 году Линден получил несколько растений собранных на уровне моря в Эквадоре. Это были по-настоящему огромные растения, высотой до 60 см с 12 — 21 цветками в соцветии. Эти высокие («низинные») C. maxima имели расцветку от бледного до средне-лавандового без интенсивного темного цвета присущего «горному» типу. В настоящее время в культуре представлено оба типа этой каттлеи.
Псевдобульбы однолистные, от 15 до 35 см в высоту.

Листья продолговато-эллиптические.

Цветоносы образуются на вызревших псевдобульбах, 18-30 см длиной, кистеобразные, обычно несут 3-15 цветков.

Цветки около 12,5 см в диаметре, обладают приятным ароматом, не увядают около 3-х недель.
 Губа от 6 до 7,5 см длиной, около 4,3 см шириной. 
 Колонка около 2,8 см в длину, белая или светло-розовая.
В культуре помимо обычных распространены формы с различной окраской цветков. Принадлежность всех цветовых форм к C. maxima легко определяется по наличию жёлтой полосы по центру губы.
Cattleya maxima var. alba — цветы чисто-белого цвета, в центре губы присутствует жёлтый цвет.
Cattleya maxima var. virginalis — цветы чисто-белого цвета, средняя часть губы красная с прожилками, в центре жёлтая.
Cattleya maxima var. aphlebia — губа без характерных пурпурных прожилок, с жёлтым центром, по краю пурпурная.
Cattleya maxima var. backhousei
Cattleya maxima var. doctoris
Cattleya maxima var. floribunda
Cattleya maxima var. marchettiana

## В культуре
Температурная группа — от умеренной до теплой. 
 И «горный» и «низинный» типы начинают расти весной и цветут в конце ноября — начале декабря, но их ночные температурные требования различны. Растения из горных популяций с короткими псевдобульбами требуют обычной ночной температуры для каттлей — 14 °C и способны переносить понижения до 10 °C. C. maxima «низинного» типа с высокими бульбами содержат при ночных температурах 15-21°С. Дневная температура для обоих типов должна быть около 30 градусов. Высокогорная каттлея любит больше солнца, чем каттлея с низин.
Посадка в горшок или корзинку для эпифитов с субстратом из сосновой коры средней или крупной фракции. Субстрат после полива должен полностью просыхать. Для полива лучше использовать воду прошедшую очистку методом обратного осмоса.
В период покоя растения полив растений сильно сокращают.
Относительная влажность воздуха 60-80 %.
Освещение: прямой солнечный свет в первой и второй половине дня с легким притенением в середине дня при интенсивном движении воздуха.
C. maxima следует пересаживать, как только новые псевдобульбы начали образовывать корни.
Подкормки только в период активной вегетации комплексным удобрением для орхидей в минимальной концентрации 1-3 раза в месяц.

## Некоторые первичныегибриды(грексы)
- Cattleya Dominiana (Cattleya maxima x Cattleya intermedia)
- Cattleya Chloris (Cattleya maxima x Cattleya bowringiana)
- Cattleya Eclipse (Cattleya maxima x Cattleya skinneri)
- Cattleya Miss Endicott (Cattleya maxima x Cattleya loddigesii)
- Cattleya Vestalis (Cattleya maxima x Cattleya dowiana)
- Cattleya Milleri (Cattleya maxima x Cattleya gaskelliana)
- Cattleya Mrs. Theodora (Cattleya maxima x Cattleya aclandiae)
- Cattleya Hester (Cattleya maxima x Cattleya harrisoniana)
- Cattleya Oviedo (Cattleya maxima x Cattleya schilleriana)
- Cattleya Adrienne de Wavrin (Cattleya maxima x Cattleya warszewiczii)
- Cattleya Milo (Cattleya maxima x Cattleya mossiae)
- Cattleya Percimax (Cattleya maxima x Cattleya percivaliana)
- Cattleya Blanche (Cattleya maxima x Cattleya labiata)
- Cattleya Shinjik (Cattleya maxima x Cattleya trianae)
- Cattleya Striata (Cattleya maxima x Cattleya granulosa)
- Cattleya Coloramax (Cattleya maxima x Cattleya bicolor)
- Cattleya Elisabeth Fochem (Cattleya maxima x Cattleya araguaiensis)
- Cattleya Martina Wolff (Cattleya maxima x Cattleya forbesii)
- Cattleya Walter Wolff (Cattleya maxima x Cattleya violacea)